# Kejsar Wilhelm (äpple)

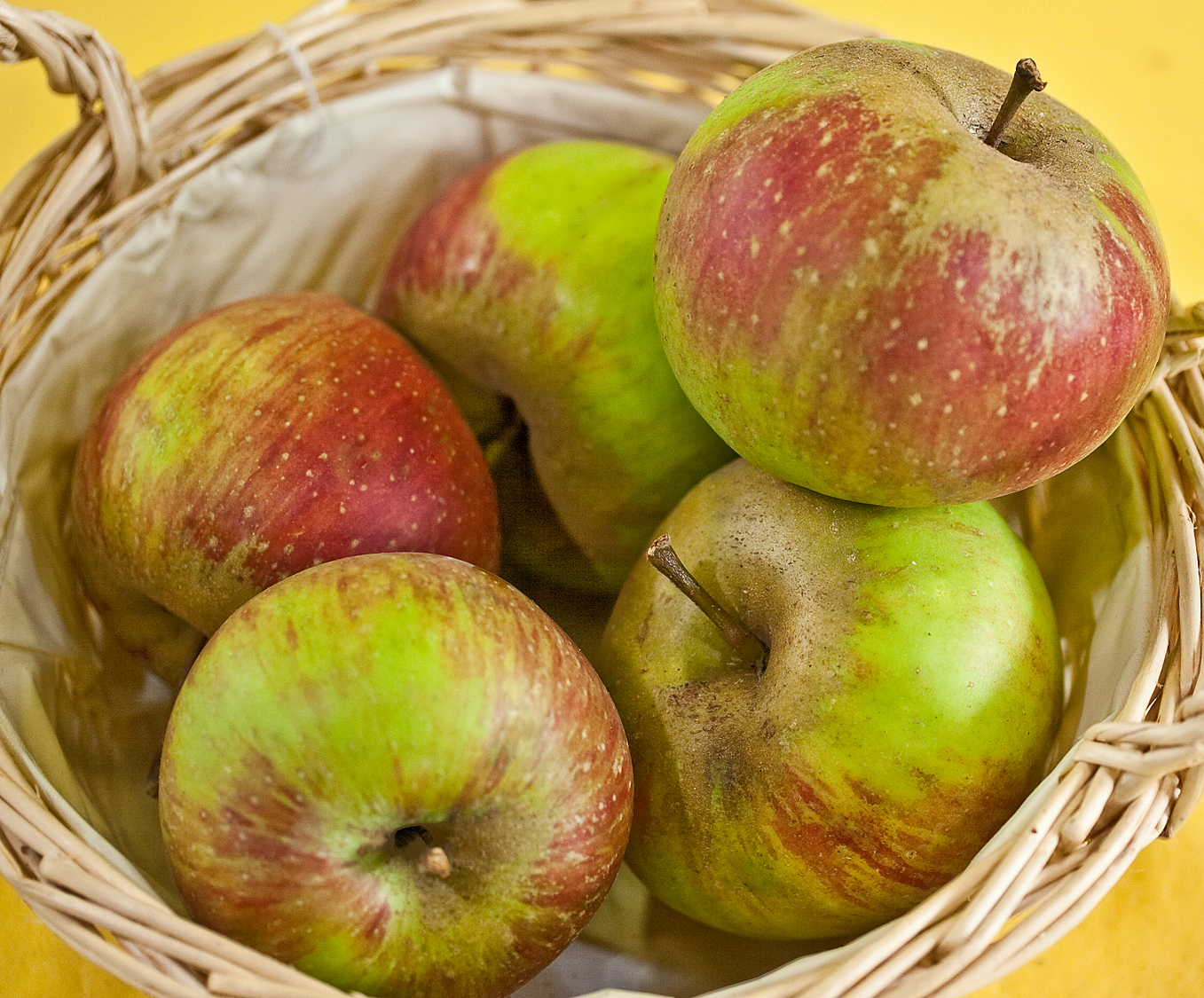
en korg med Kejsar Wilhelmäpplen

Kejsar Wilhelm är en tysk äpplesort från 1800-talet. Det är medelstora till stora äpplen, och väger upp till 170 gram. Äpplet har ett typiskt mått på 63-68mm i höjd och 75-85mm i bredd. Äpplena är plattrunda med gulgrön grundfärg och en ljusröd strimmig täckfärg på omkring halva äpplet. Äpplets fruktkött är vitgrönt. Kärnhuset är öppet och lökformigt. Rost kan förekomma i stjälkhålan. Stjälkens längd är 15-18mm. Aromen påminner om hallon och trädet växer kraftigt. Äpplet skördas i oktober, användes i december-februari. Äpplet är ett ätäpple, men också utmärkt till mos och must. Äpplesorten är triploid och befruktas bland annat av Golden Noble, Cox Orange, Ontario, Transparente blanche och Idared.  Den har en låg halt av allergener, och en hög halt av polyfenoler (1140 mg/liter). Den har funnits i svensk yrkesodling med över 1000 träd. Den har en sockerhalt på 12,5-14 Brix. Äpplet användes som ätäpple och som köksäpple för must, mos och torkning.